# Arar
Cet article traite de la ville d'Arabie Saoudite, à ne pas confondre avec Harar, la cité éthiopienne, ni avec Harare, la capitale du Zimbabwe. Pour le footballeur algérien, voir Réda Ârâr, pour le poète jordanien surnommé Arar, voir Mustafa Wahbi Tal (en).
Pour les articles homonymes, voir Arar (homonymie).
Arar (arabe : عرعر, 'Ar'ar) est une ville d'Arabie saoudite, située à l'extrême nord du pays, dans la province d'Al-Hudud ach-Chamaliya dont elle est la capitale, à une soixantaine de kilomètres de la frontière avec l'Irak. 
Arar (arabe : عرعر, 'Ar'ar) est aussi le nom du Genèvrier. 

## Histoire
La ville, créée en 1951, avec des immigrants d'autres régions de la péninsule, pour le développement régional d'Aramco, compte actuellement plus de 145 000 habitants. La région, y compris les villes de Rafha, Toriaf, Alaoiqilh, et les villages, compterait près du double en 2010.
Un projet de Cité Industrielle devrait revitaliser la région.
En 1968, à 30 km de la ville, on a découvert les restes d'une ancienne cité, comprenant des sculptures d'animaux aquatiques, comme poissons et tortues.

## Tourisme
- Aéroports : 
  - Aéroport d'Arar,
  - Aéroport d'Al-Jawf au sud-sud-ouest,
  - Aéroport domestique de Turaif à l'ouest.

- Routes :
  - 85, vers l'ouest : Turaif (240 km), Al Qurayyat (360), Al Hadithat (390), et la Jordanie,
  - 85, vers l'est : Rafha (300), Hafar Al-Batin (560), Al-Khafji, et le Koweït,
  - 80, vers le sud : Sakaka (150), Dumat Al-Djandal, Hail via Rafha,
  - 80, vers le nord : Judayyidat (65), et l'Irak,